# 今津禮二郎
今津 禮二郎（礼二郎、いまづ れいじろう、1934年〈昭和9年〉1月25日 - ）は、日本の政治家。実業家。元香川県観音寺市長。

## 経歴
香川県出身。観音寺市立観音寺中学校卒業。
アイスクリーム販売を経て、1958年（昭和33年）ちぬや乳業を設立、1965年（昭和40年）ちぬや食品と改める。1980年（昭和55年）新工場建設による資金繰り悪化により倒産。

### 1987年観音寺市長選挙
1987年（昭和62年）1月の観音寺市長選挙に立候補したが、この時は現職の加藤義和に敗れて落選した。
※当日有権者数：-人 最終投票率：69.46%（前回比：-pts）
| 候補者名   | 年齢 | 所属党派 | 新旧別 | 得票数   | 得票率 | 推薦・支持 |
| ---------- | ---- | -------- | ------ | -------- | ------ | ---------- |
| 加藤義和   | 51   | 無所属   | 現     | 12,185票 | 53.7%  | -          |
| 今津禮二郎 | 52   | 無所属   | 新     | 10,497票 | 46.3%  | -          |

同年4月、香川県議会議員選挙に立候補するが、落選。

### 1991年観音寺市長選挙（1回目）
1991年（平成3年）1月の観音寺市長選挙に立候補して、前回敗れた加藤を破って初当選を果たした。
※当日有権者数：-人 最終投票率：72.53%（前回比： 3.07pts）
| 候補者名   | 年齢 | 所属党派 | 新旧別 | 得票数   | 得票率 | 推薦・支持 |
| ---------- | ---- | -------- | ------ | -------- | ------ | ---------- |
| 今津禮二郎 | 56   | 無所属   | 新     | 12,954票 | 53.4%  | -          |
| 加藤義和   | 55   | -        | 現     | 11,286票 | 46.6%  | -          |

### 1991年観音寺市長選挙（2回目）
同年4月2日、長期に渡って納税義務を怠ったことと、議会軽視を理由に不信任決議が可決された。しかし、この時は議会を解散した。その後、再び不信任案が上程されて可決された。その後6月30日に実施された市長選では、前市議、元助役、元県議の新人3人との争いになったが、これを破って再選を果たした。
※当日有権者数：-人 最終投票率：79.68%（前回比： 7.15pts）
| 候補者名   | 年齢 | 所属党派 | 新旧別 | 得票数  | 得票率 | 推薦・支持 |
| ---------- | ---- | -------- | ------ | ------- | ------ | ---------- |
| 今津禮二郎 | 57   | 無所属   | 前     | 9,544票 | 35.6%  | -          |
| 石川義行   | 48   | 無所属   | 新     | 8,328票 | 31.1%  | -          |
| 井下恒雄   | 58   | 無所属   | 新     | 5,337票 | 19.9%  | -          |
| 横山幸夫   | 68   | -        | 新     | 3,589票 | 13.4%  | -          |

### 1995年観音寺市長選挙
3選を目指して立候補したが、前県議の白川晴司に敗れた。
※当日有権者数：-人 最終投票率：72.42%（前回比： 7.26pts）
| 候補者名   | 年齢 | 所属党派 | 新旧別 | 得票数   | 得票率 | 推薦・支持 |
| ---------- | ---- | -------- | ------ | -------- | ------ | ---------- |
| 白川晴司   | 49   | 無所属   | 新     | 16,854票 | 68.1%  | -          |
| 今津禮二郎 | 61   | 無所属   | 現     | 7,879票  | 31.9%  | -          |